# Magdalena z Canossy
Magdalena z Canossy (ur. 1 marca 1774 w Weronie, zm. 10 kwietnia 1835 tamże) – święta katolicka, dziewica, założycielka Rodziny Kanosjańskiej Córek i Synów Miłości.

## Życiorys
Pochodziła z rodu Matyldy toskańskiej. Była dzieckiem osieroconym przez ojca w wieku pięciu lat. Po powtórnym zamążpójściu matki wraz z czworgiem rodzeństwa została oddana pod opiekę krewnych, którzy zapewnili jej kształcenie przez guwernantkę. Gdy miała piętnaście lat ciężko zachorowała. W 1791 roku trafiła do karmelu w Trydencie, a następnie do klasztoru w Conegliano. Próby przystania do karmelitanek zakończyły się niepowodzeniem i po powrocie do rodzinnego pałacu w Weronie podjęła działania mające na celu pomoc ubogim. Prowadziła ośrodek kształcenia i wsparcia dla osób posługujących chorym una scuola di carit w Mediolanie. Wsparciem dla działalności Magdaleny z Canossy byli biskup Werony, kolejni duchowi doradcy w tym Leopoldyna Naudet. W 1808 roku Napoleon Bonaparte przekazał Magdalenie poaugustiański klasztor w Wenecji, który stał się domem nowej wspólnoty zakonnej. W 1812 Magdalena napisała Regułę dla Córek Miłości, a po upadku Napoleona papież Pius VII zaakceptował prowadzoną działalność wspólnoty kanosjanek. Założycielka instytutu tworzyła nowe siedziby w Bergamo, Mediolanie, Trydencie i pracowała nad utworzeniem placówek w Brescii i Cremonie.
Zmarła w opinii świętości pracując nad zatwierdzeniem założonego przez siebie zgromadzenia.
Jej wspomnienie obchodzone jest w jej dies natalis (10 kwietnia). Jest patronką ludzi żałujących za grzechy.
Papież Jan Paweł II kanonizował św. Magdalenę z Canossy 2 października 1988 roku.

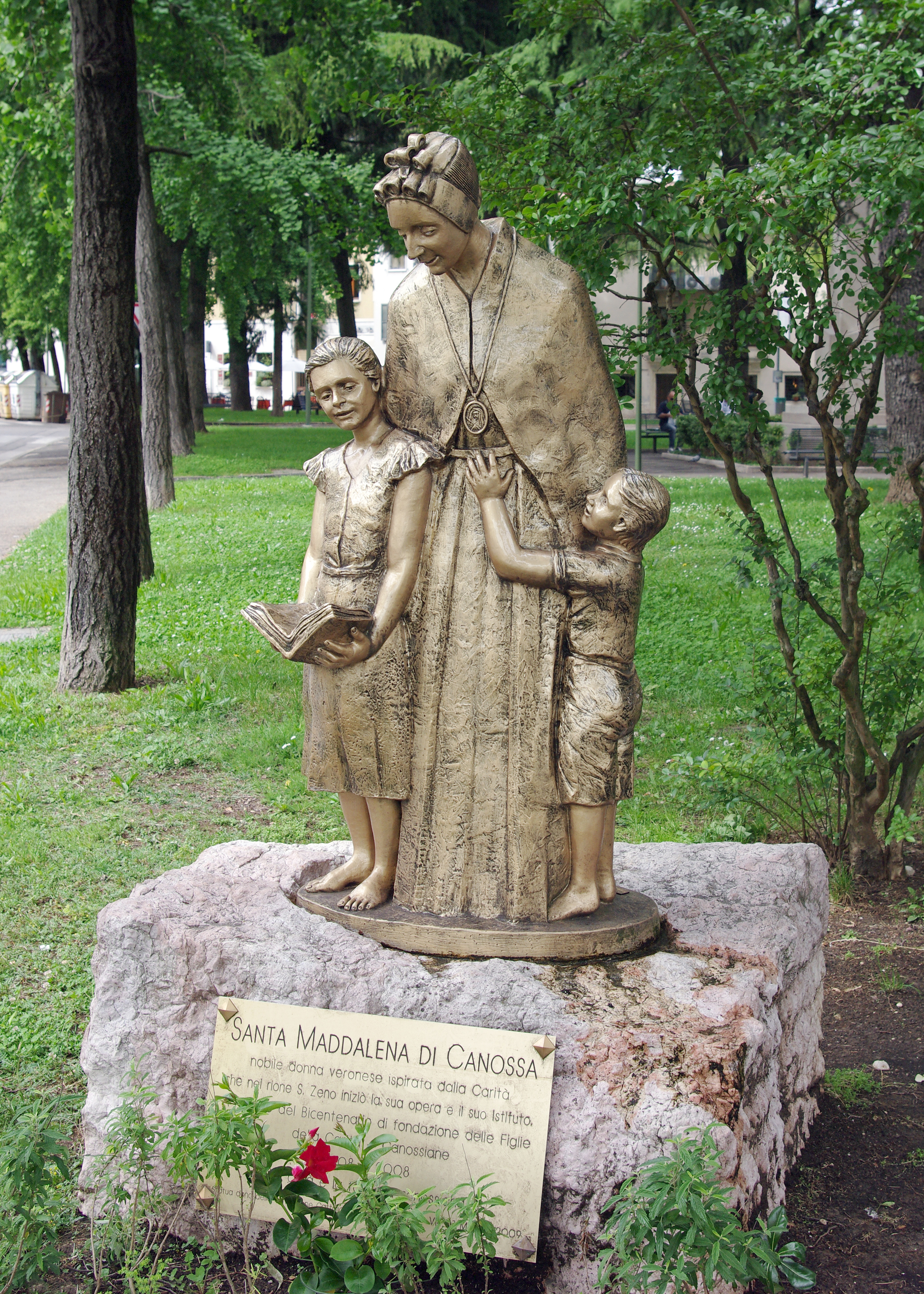
Pomnik św. Magdaleny z Canossy w Weronie